# Јефрем Мораитис
Јефрем Мораитис (грч. Εφραιμ Μωραΐτης; Волос, 24. јун 1928 — Флоренс, 7. децембар 2019) био је православни архимандрит и игуман Архиепископије америчке под патронатом Цариградске патријаршије. Постао је познат по свом опсежном духовном руководству у Грчкој, а посебно у Америци ширењем светогорског монаштва и православне вере. Он је водио хиљаде душа на исповести, монахе и мирјане, и поучавао важност Исусове молитве. Његов духовни отац био је Свети Јосиф Исихаста, канонизован од стране Цариградске патријаршије.

## Биографија
Рођен је као Јоанис Мораитис 24. јуна 1928. године у грчком граду Волос од оца Димитриоса и мајке Викторије.
Ступио је на Свету Гору 1947. године, где је био ученик светог старца Јосифа Исихасте. Пострижен је 13. јула 1948. године када је и узео монашко име Јефрем. Када му је духовни отац Јосиф преминуо 15. августа 1959. године, постао је старешина колибе Благовештења Пресвете Богородице у Новом скиту. Убрзо је постао старешина сопственог братства (које је 1981. нарасло на 80 монаха) и са њима се преселио у скит Проватски 1968. године. Од 1. октобра 1973. до 1991. године, Старац Јефрем служио је као игуман Филотејског манастира. Његовим залагањем обновљен је монашки живот у неколико скитова на Светој Гори, пошто су његови ученици поново населили манастире Филотеј, Ксиропотам, Констамонит и Каракал.
Посетио је 1979. године више градова Северне Америке где се састао са припадницима грчке дијаспоре.
Прво је посетио парохије у Канади (Торонто, Ванкувер, Монтреал). После су почели да га зову у Сједињене Америчке Државе на све редовније личне посете. Најзад је одлучио да се пресели у САД ради оживљавања духовног живота у грчким православним заједницама Северне Америке.
Упокојио се у манастиру Светог Антонија у Флоренсу (Аризона), 7. децембра 2019. године у 91. години живота.